# 岩越恒一
岩越 恒一（いわこし つねいち、1878年（明治11年）12月18日 - 1945年（昭和20年）10月30日）は、日本陸軍の軍人。最終階級は陸軍中将。

## 経歴
大阪府出身。岩越直右衛門の長男として生まれる。大阪中学校を経て、1900年（明治33年）11月、陸軍士官学校（12期）を卒業。翌年6月、工兵少尉に任官し工兵第3大隊付となる。陸士教官などを経て、1912年（大正元年）11月、陸軍大学校（24期）を卒業。
1913年（大正2年）6月、陸軍省軍務局付勤務となり、同課員、電信隊付、交通兵団司令部員、陸大教官などを経て、1921年（大正10年）12月、臨時鉄道連隊長となりシベリア出兵に動員された。1922年（大正11年）8月、工兵大佐に昇進し参謀本部通信課長に就任。1924年（大正13年）7月から翌年1月まで欧州に出張。電信第2連隊長を経て、1927年（昭和2年）7月、陸軍少将に進級し佐世保要塞司令官に就任。
1928年（昭和3年）8月、陸軍通信学校長に就任し、陸軍工兵学校長、陸軍砲工学校長を歴任し、1932年（昭和7年）4月、陸軍中将に進んだ。1933年（昭和8年）8月、工兵監となり、1935年（昭和10年）3月、第3師団長に親補され満州に駐屯した。1936年（昭和11年）3月、参謀本部付となり、翌月、東京警備司令官兼東部防衛司令官に就任し、同年7月まで二・二六事件に伴う戒厳司令官を兼務した。1937年（昭和12年）8月に待命となり、翌月、予備役編入となった。

## 栄典
位階
- 1901年（明治34年）10月10日 - 正八位[5]
- 1910年（明治43年）9月30日 - 従六位[6]

勲章等
- 1940年（昭和15年）8月15日 - 紀元二千六百年祝典記念章[7]

## 親族
- 養子 - 岩越紳六（陸軍中佐、陸将）[1]